# Sites gusuku et biens culturels associés du royaume de Ryūkyū
Les sites gusuku et biens culturels associés du royaume de Ryūkyū qui font partie du patrimoine mondial de l'UNESCO sont composés de neuf sites, tous situés dans la préfecture d'Okinawa au Japon. Cet élément du patrimoine mondial comprend deux utaki (c'est-à-dire sites sacrés, l'un étant une porte et l'autre un bosquet), le mausolée Tamaudun, un jardin et cinq sites de châteaux gusuku, dont quatre sont en ruines et un cinquième est une reconstruction. Les sites sont inscrits au titre de belle représentation de la culture du royaume de Ryūkyū, dont le mélange unique d'influences japonaise et chinoise en fait un carrefour économique et culturel essentiel entre plusieurs états voisins,.

## Histoire
La construction des gusuku commence dans les îles à la fin de la période des monticules de coquilles et annonce la période Gusuku ainsi que la montée en puissance des chefs aji à l'approche du XIIe siècle. Pendant cette période, les gens qui vivaient le long des côtes dans les zones de basse altitude déménagent vers les hauteurs afin d'y construire des villages à l'intérieur des terres. L'agriculture — rizière, blé et millet — se développe au cours de cette période. Des bosquets appelés utaki sont mis en place dans ces villages en vue de servir comme motifs sacrés pour prier les esprits gardiens des cultures. Le commerce avec l'étranger s'ouvre également lorsque les îles Ryūkyū commencent à créer une culture commune. L'existence de terres cuites Sueki et de céramiques chinoises mises au jour dans la région des îles Amami est considérée comme une preuve solide de son développement culturel. Au début du XIIIe siècle, une augmentation continue des intérêts des villages voit l'émergence de chefs appelés aji ou anji, qui occupent des postes politiques au sein de ces villages. Les aji supervisent principalement les taxes et mènent les rites religieux. Le commerce se diversifie et permet aux aji d'augmenter le nombre de bons ports à Urasoe, Yomitan, Nakagusuku, Katsuren, Sashiki et Nakijin.
Les royaumes Sanzan se forment lorsque les aji régionaux entrent en lutte pour défendre leurs domaines tandis qu'augmente leur puissance. Les îles Ryūkyū sont divisées en trois royaumes, le Hokuzan dans le nord, situé au Nakijin gusuku, le Chūzan dans la région centrale dont le siège se trouve au Urasoe gusuku et Nanzan au sud situé à Ōzato. La dynastie Eiso qui est arrivée au pouvoir dans le royaume de Chūzan s'affaiblit au cours de l'ascension du quatrième roi Tamagusuk et du cinquième roi Seii. En 1350, Satto monte sur le trône de Chūzan où il règne pendant cinquante-six ans. Une légende circule à cette époque qui raconte qu'à Urasoe vit un pauvre fermier du nom de Okumaufuya. Un jour qu'il se trouve sur une route pour rentrer chez lui, il s'arrête aux sources de Mori-no-kawa afin de se laver les mains et voit une belle femme y prendre un bain. Okuma cache immédiatement les vêtements de la femme, s'approche d'elle et découvre que la femme est une jeune fille céleste. La femme recherche ses vêtements mais Okuma ne dit pas qu'il les a cachés. Désespérée, la femme l'accompagne dans sa maison. Deux ans passent, la femme et Okuma ont eu des enfants, une fille et un garçon qu'ils nomment Janamo'i. Un jour, la sœur aînée, pour endormir son petit frère, chante une chanson à propos de la robe céleste de sa mère conservée dans la dépendance. Leur mère entend cela et retrouve sa robe, ce qui l'amène à dire au revoir à sa famille. L'histoire suggère que Janamo'i grandit et devient le roi Satto.
Un important changement de statut pour la période se produit en 1609 avec l'invasion des îles Ryūkyū par le han de Satsuma du Japon. À cette époque, le domaine de Satsuma prend le contrôle des Ryūkyū et place les îles du nord de Amami sous son gouvernement direct. Jusqu'alors, c'était la dynastie des Shō qui régnait sur le royaume de Ryūkyū.

## Préservation
La liste des « sites Gusuku et biens culturels associés du royaume de Ryūkyū, » représente plus de cinq cents ans, de l'histoire des îles Ryūkyū, plus précisément du XIIe siècle au XVIIe siècle. Le 30 novembre 2000, l'UNESCO l'inscrit, en compagnie de 60 autres sites, sur la liste du patrimoine mondial de l'humanité. Elle est choisie sur la base de trois des dix critères, fixés par l'UNESCO. Plus précisément, les sites Gusuku ont été sélectionnés pour la façon dont : 1) ils représentent l'importance des valeurs humaines sur une période de temps (critères ii), dans ce cas, couvrant plus de cinq cents ans d'histoire culturelle et ethnique ; 2) ils montrent une tradition culturelle exceptionnelle par une civilisation qui a disparu (critères iii) ; 3) ils passent pour établir de façon tangible des liens entre des événements et des traditions porteurs d'idéaux et de croyances avec des œuvres littéraires et artistiques (critères vi).

## Liste des sites
| Nom                                                                                            | Type                                      | Emplacement                               | Image |
| ---------------------------------------------------------------------------------------------- | ----------------------------------------- | ----------------------------------------- | ----- |
| Tamaudun (玉陵)                                                                                | Mausolée                                  | Naha, Okinawa                             |       |
| Sonohyan-utaki Ishimon (園比屋武御嶽石門, Sonohyan-utaki Ishimon, okinawaïen : Sunuhwan-utaki) | Porte de pierre au utaki                  | Naha, Okinawa                             |       |
| Site du château de Nakijin (今帰仁城跡, Nakijin-jō ato, okinawaïen : Nachizin gusiku)          | Gusuku en ruines                          | Nakijin, district de Kunigami, Okinawa    |       |
| Site du château de Zakimi (座喜味城跡, Zakimi-jō ato, okinawaïen : Zachimi gusiku)             | Gusuku en ruines                          | Yomitan, district de Nakagami, Okinawa    |       |
| Site du château de Katsuren (勝連城跡跡, Katsuren-jō ato, okinawaïen : Kacchin gusiku)         | Gusuku en ruines                          | Uruma, Okinawa                            |       |
| Site du château de Nakagusuku (中城城跡, Nakagusuku-jō ato, okinawaïen : Nakagusiku gusiku)    | Gusuku en ruines                          | Nakagusuku, district de Nakagami, Okinawa |       |
| Site du château de Shuri (首里城跡, Shuri-jō ato, okinawaïen : Sui gusiku)                     | Gusuku reconstruit sur le site des ruines | Naha, Okinawa                             |       |
| Shikinaen (識名園, Shikinaen)                                                                  | Jardin                                    | Naha, Okinawa                             |       |
| Seifa-utaki (斎場御嶽)                                                                         | Utaki                                     | Nanjō, Okinawa                            |       |